# Epipaleolítico
El vocablo Epipaleolítico, que quiere decir "por encima del Paleolítico", fue una etapa de no gran duración en la prehistoria contando con que en la península ibérica duró solo desde el 8000 a. C. al 6000 a. C.. y contando que también cambió las formas de vivir como por ejemplo la ganadería y la agricultura y fue el comienzo de la transición en las formas de vida desde cazadores-recolectores a productores y también fue el comienzo de los nuevos cementerios. Fue acuñado a principios del siglo XX para definir una fase de la Edad de Piedra que hasta entonces se había denominado Mesolítico. Este nuevo término intentaba remarcar la continuidad cultural que se había demostrado que existía entre ambos períodos, muy alejada de la percepción de ruptura y decadencia que hasta entonces se había tenido de esta época.

## Problemas de terminología
El Epipaleolítico no fue aceptado por todo el mundo científico y, actualmente, es un término utilizado de diferentes maneras:
- En el ámbito anglosajón generalmente se usa como sinónimo de Mesolítico;
- En el área de influencia académica francesa se suele establecer una clara diferencia entre ambos:
  - Mesolítico se reservaría para aquellas sociedades de cazadores-recolectores que por sí solas, debido a sus propios procesos internos a lo largo del tiempo, terminaron transformándose en agricultores.
  - Epipaleolítico sería de aplicación a aquellas otras que sólo cambiaron su economía depredadora por una productora debido a influencias externas (contactos con pueblos ya neolitizados);[1]
- Una tercera tendencia sería la de aquellos autores que identifican Epipaleolítico con las sociedades del Holoceno inicial de clara tradición paleolítica y Mesolítico con sus sucesoras.[2]
- Por último, hay quien propone un tercer término para este periodo:
  - Epipaleolítico sería el adecuado para los grupos que mantuvieron las estrategias paleolíticas pero especializándose.
  - Mesolítico se adjudicaría a aquellos que inicialmente optaron por tal vía pero luego fueron entrando en una dinámica de producción alimentaria.
  - Subneolítico se aplicaría a las comunidades vecinas de sociedades neolitizadas que fueron asumiendo poco a poco esas técnicas por aculturación.[3]

## Adaptación
El Epipaleolítico habría comenzado con la transición del Pleistoceno al Holoceno, hace unos 12 000 años, y habría acabado con la aparición de los modos de vida productores/neolíticos, cuya cronología varía mucho de unas regiones a otras y de un continente a otro. Esta época estuvo marcada por el final de la era glacial y la implantación de un clima templado/cálido que permitió el aumento de los bosques y la biodiversidad, y provocó la inundación de amplias zonas costeras. Cambios que influyeron necesariamente en el comportamiento y en la cultura material de los humanos de la época, que tuvieron que adaptarse a nuevas situaciones, realizando modificaciones en su tecnología y estrategias de caza para poder seguir obteniendo recursos. 

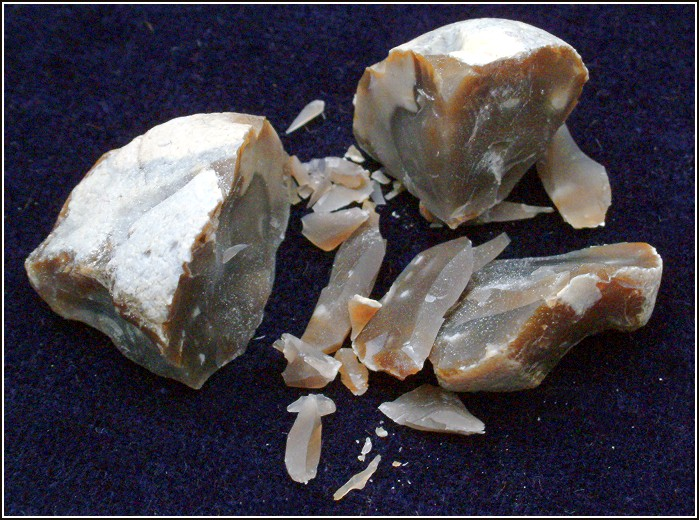
Fraccionamiento concoide de sílex y afilados trozos cortantes.

Al acabar la última glaciación del Pleistoceno, que también fue la más dura, comenzó un cambio climático marcado por una alternancia de fases templadas y frías. Estas alteraciones permitieron la extensión de las masas boscosas en Eurasia y Norteamérica, pero provocó también la formación de amplias fajas esteparias y/o semidesérticas alrededor de los trópicos. Como consecuencia de estas modificaciones se extinguieron o emigraron los grandes mamíferos que habían formado la base de la dieta de los humanos del Paleolítico superior: el mamut lanudo y el rinoceronte lanudo, entre otros, desaparecieron, y animales como el reno y el bisonte emigraron hacia el norte. Por el contrario prosperaron animales de costumbres menos gregarias, cuya caza resultaba más compleja: ciervos, jabalíes, corzos, conejos, etc. Para cazarlos el hombre utilizó, probablemente, perros, el primer animal que había domesticado ya a finales del Paleolítico superior en Europa occidental. La dieta se diversificó enormemente, incluyendo entonces otros pequeños mamíferos y aves como los gansos, tordos, faisanes, arrendajos, palomas, etc. La recolección de frutos y raíces se extendió, y aumentó espectacularmente el consumo de caracoles y conchas, como lo demuestran los enormes concheros de la vertiente atlántica europea y los caracoleros de las cuevas pirenaicas. También se comenzó a desarrollar la pesca fuera de la costa, en mar abierto. Se fabricaron trineos, en un principio tirados por hombres y luego por perros, y canoas hechas con pieles o cortezas de árboles.

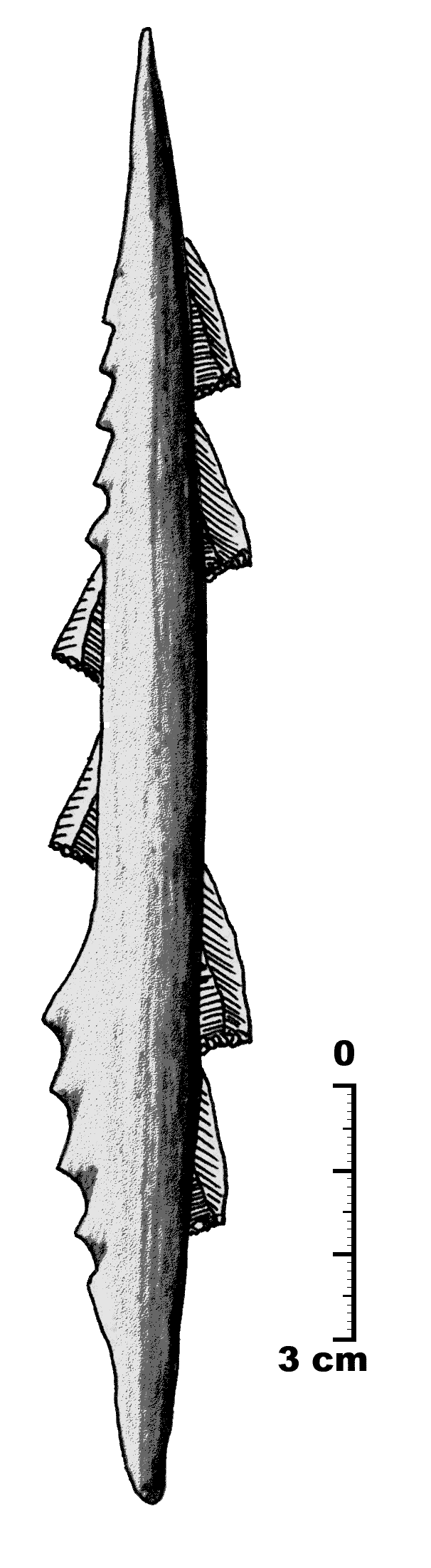
Arpón con armadura de microlitos geométricos.

La industria lítica muestra una clara tendencia a la fabricación de pequeños utensilios adaptados a las nuevas situaciones y usos, muy especializados, los microlitos. Estos eran utilizados para la recolección de moluscos y para su apertura, como puntas de flecha, en los arpones, como raspadores, buriles, etc. Las armas más abundantes fueron los arcos, hechos de madera y tendones animales, con flechas que incorporaban en su punta microlitos de variadas formas geométricas: triángulos, trapecios, etc. También se usaron flechas y arpones manufacturados enteramente en hueso, en asta o en madera.

## Regionalización
Si por algo se caracteriza el Epipaleolítico es por el inicio de una clara regionalización que se aprecia en la cultura material de los grupos humanos de diferentes zonas. Regionalización que, posiblemente, fue la consecuencia de la reducción de sus áreas de captación de recursos y, por tanto, de sus "intercambios" culturales con otros grupos. En Europa se han de diferenciar dos grandes áreas:
- las regiones meridionales y centrales, que no habían estado cubiertas por el hielo y cuyas poblaciones paleolíticas prosiguieron sus propias pautas de evolución;
- las regiones septentrionales, que comenzaron a ser repobladas al retirarse los glaciares.[6]

En el área mediterránea ibérica y francesa, han sido identificados dos complejos culturales sucesivos:
- el microlaminar, que deriva del magdaleniense paleolítico, pero sin industria ósea, con menos buriles y más raspadores y laminitas de dorso. Se ha dividido en dos facies con una cronología parecida: facies de Sant Gregori de Falset y facies de Les Mallaetes, que deben sus denominaciones a los yacimientos epónimos[7]
- el geométrico, subdividido a su vez en facies tipo Filador y tipo Cocina,[8] con abundantes microlitos de forma triangular y/o semicircular, primero, y trapezoidal después (este complejo ha sido identificado y denominado en Francia con los apelativos de sauveterriense y tardenoisiense).

En la costa cantábrica y el Pirineo francés destacó inicialmente el aziliense, caracterizado por sus arpones, más cortos y aplanados que los anteriores magdalenienses, y por abundantes microlitos, como hojitas de dorso, raspadores y puntas. El arte se redujo a unos cantos rodados pintados interpretados como objetos mágicos y/o rituales. Posteriormente en la costa se desarrolló el asturiense, cuyos “picos” presentan una factura arcaica al estar tallados solo por una cara. Puede que estén relacionados con el consumo de los moluscos marinos que forman los abundantes concheros encontrados delante de las cuevas de habitación. También utilizaban lascas líticas y algunos elementos óseos.
En el norte de Europa, colonizado tardíamente, destacó el maglemosiense, contemporáneo del complejo geométrico, caracterizado por sus microlitos y abundante industria en hueso, asta y madera. Después, mientras el Neolítico se extendía por el continente, apareció el ertebolliense, con grandes concheros, necrópolis y cerámica, signo evidente de aculturación.

## Arte
Al terminar el Paleolítico Superior también desaparecieron con él sus espléndidas manifestaciones artísticas, apareciendo otras nuevas, influenciadas, inevitablemente, por los cambiantes factores climáticos y los nuevos hábitos socioeconómicos. El problema de este nuevo arte postpaleolítico es que resulta muy difícil de datar y los investigadores no se ponen de acuerdo acerca de su periodización. Unos opinan que representaciones como las del arte naturalista levantino son ya del Neolítico inicial, otros que es anterior. De cualquier manera el arte no desapareció y lo seguimos encontrando en abrigos rocosos (arte parietal) y en objetos personales (arte mueble).
El arte se volvió conceptual y racionalista, basado en lo geométrico y lo abstracto. La cultura aziliense de la cornisa cantábrica y del Pirineo francés nos ha deparado abundantes cantos rodados decorados con seriaciones de bandas, puntos, ramiformes, etc., de carácter abstracto, y a los que se les otorga un significado mágico/simbólico.
En el Levante español grupos humanos dejaron pinturas que muestran una evolución del arte rupestre hacia modelos más esquemáticos. En las paredes de los abrigos, estos hombres pintaron complejas escenas de caza, de danzas y ritos mágicos. Las figuras están hechas con pigmentos negros o rojizos, y son muy estilizadas. A pesar de ello se pueden identificar personajes como hechiceros/chamanes, gracias a los tocados que les cubren la cabeza, a los bastones que llevan y a los adornos que les cuelgan de rodillas y brazos; también se aprecian hombres con plumajes y brazaletes en brazos y tobillos, mientras que las mujeres lucen largas faldas. Hay mucho movimiento (como contraste con el arte paleolítico) y las luchas entre grupos aparecen con relativa frecuencia, con batallas de arqueros que incluso llegan al cuerpo a cuerpo.